# Jallanges
 Jallanges  là một xã ở tỉnh Côte-d’Or trong vùng Bourgogne-Franche-Comté, phía đông nước Pháp. Xã Jallanges nằm ở khu vực có độ cao trung bình 188 mét trên mực nước biển.